# Vidonín
Vidonín (německy Widonin) je obec v okrese Žďár nad Sázavou v Kraji Vysočina. Žije zde 173 obyvatel.

## Název
Jméno vesnice bylo odvozeno od osobního jména Vidoně (ve starší podobě Vidoňa), které bylo buď variantou jména Vidoň ("kdo dobře vidí") nebo bylo domáckou podobou některého jména obsahujícího -vid- (např. Dobrovid, Závid, Vidim). Význam místního jména byl "Vidoňův majetek".

## Historie
První písemná zmínka o obci pochází z roku 1354, v němž se připomíná majitel zemanského dvora Jan z Vidonína.

## Obyvatelstvo
| Rok            | 1869 | 1880 | 1890 | 1900 | 1910 | 1921 | 1930 | 1950 | 1961 | 1970 | 1980 | 1991 | 2001 | 2011 | 2021 |
| -------------- | ---- | ---- | ---- | ---- | ---- | ---- | ---- | ---- | ---- | ---- | ---- | ---- | ---- | ---- | ---- |
| Počet obyvatel | 221  | 249  | 249  | 218  | 198  | 178  | 272  | 189  | 229  | 218  | 196  | 173  | 169  | 164  | 164  |
| Počet domů     | 25   | 30   | 32   | 33   | 40   | 37   | 44   | 53   | 55   | 52   | 53   | 56   | 72   | 71   | 68   |

## Obecní správa

### Obecní symboly
Znak a vlajka byly obci uděleny rozhodnutím předsedkyně Poslanecké sněmovny Parlamentu České republiky dne 4. října 2012.

## Školství
- Mateřská škola Vidonín

## Pamětihodnosti
- Zvonice na návsi, u silnice do Radňovsi
- Boží muka u silnici do Radňovsi

## Osobnosti
- František Pařil (1911–1951), moravský duchovní, oběť komunistického pronásledování katolické církve